# Polystira jelskii
Polystira jelskii is een slakkensoort uit de familie van de Turridae. De wetenschappelijke naam van de soort is voor het eerst geldig gepubliceerd in 1865 door Crosse.